# 僕のSweet Devil
『僕のSweet Devil』（ぼくのスイートデビル、原題：海派甜心、Hi My Sweetheart）は台湾中華電視公司、台湾八大綜合台、中国安徽電視台より放送された台湾のテレビドラマ。台湾放映時は全14話、各90分（最終回は45分）。
台湾では14話だが、中国では20話、日本では23話に再編集された。
主演は、羅志祥、楊丞琳。

日本では2012年2月29日からホームドラマチャンネルで放送された。

## 年表
- 2009年7月17日 - 主演の羅志祥がドラマの撮影を開始。
- 2009年7月26日 - 八大綜合台が放送することを決定し、本格的に撮影開始。
- 2009年10月25日 - 予告番組が放送される。
- 2009年11月1日 - 中華電視公司で放送開始。
- 2009年11月8日 - 八大綜合台で放送開始。
- 2010年1月12日 - 海派甜心の小説が発売。
- 2010年1月22日 - 写真集が発売。
- 2010年1月31日 - 中華電視公司で放送終了。
- 2010年3月5日 - DVDが発売。
- 2010年4月3日 -  八大綜合台で再放送開始。
- 2010年6月28日 - 中国本土の、安徽電視台で放送開始。

## キャスト
| 俳優名                | 役名                          | 役柄紹介                                                     |
| --------------------- | ----------------------------- | ------------------------------------------------------------ |
| 羅志祥                | 薛海（林達浪）                | 裕福な家で、両親の亡き薛波に過保護に育てられた影響で恋愛下手 |
| 楊丞琳                | 陳寶茱                        | 人気FMラジオのDJ、何言風の高校の後輩                         |
| 李威                  | 何言風                        | 広告代理店のクリエイティブデザイナー、陳寶茱の高校の先輩     |
| 呉亜馨                | 莫莉                          | 浙江大学内の三大美女の一人                                   |
| 方芳                  | 薛波                          | 薛家の1番目の姉                                              |
| 向語潔                | 薛沛                          | 薛家の2番目の姉                                              |
| 王月                  | 王玉蘭                        | 陳寶茱の母親                                                 |
| 文帥                  | 陳潤發                        | 薛波の初恋の相手                                             |
| 邵庭                  | 王野倩                        | 浙江大学内の三大美女の一人                                   |
| 娜娜                  | 李佳佳                        | 浙江大学内の三大美女の一人                                   |
| 江奇霖(青鳥飛魚-七零) | 巴雙                          | 薛海の浙江大学のルームメイト                                 |
| 劉鋭(青鳥飛魚-虎虎)   | 伍科                          | 薛海の浙江大学のルームメイト                                 |
| 謝麗金                | ラジオ局の局長                | FMラジオ局の局長                                             |
| 頼亭君                | Christina（クリスティアーナ） | 薛海の元ガールフレンド                                       |
| 尹崇珍                | 慧敏                          | 薛海の秘書                                                   |
| 陳筆威                | 高剛                          | 薛海、陳寶茱の浙江大学のクラスメイト                         |
| 史振龍                | 阿根                          | 高剛の相棒                                                   |
| 呉子強                | 鐵雄                          |                                                              |
| 鄭玟煜                | 小小                          | 陳寶茱、何言風の高校の後輩                                   |
| 紀培慧                | 美佳                          | 玩具店の娘                                                   |
| 高山峰                | 吳先生                        | 薛沛のボーイフレンド                                         |
| 張瑞祥                | 馬教授                        | 浙江大学の教授                                               |

## 挿入曲
- オープニングテーマ：羅志祥 － 愛瘋頭
- エンディングテーマ：楊丞琳 － 雨愛
- 挿入曲：楊丞琳 － 匿名的好友
- 挿入曲：楊丞琳 － 青春鬥
- 挿入曲：羅志祥 － 愛不單行
- 挿入曲：羅志祥 － 生理時鐘
- 挿入曲：楊丞琳 + 羅志祥 － In Your Eyes

## あらすじ
大金持ちでピュアな男、薛海(羅志祥)が、初めて姉達や箱入りの生活から離れ、誤解されやすく孤独な女性、陳宝茱(楊丞琳)と出会って恋をし、裏切りや復讐など色々な経験をして成長して行くギャグ満載のラブコメドラマ。

2人の姉から過保護に育てられた、ダサいマッシュルームヘアの薛海は、独り立ちするために台湾の高雄から中国の杭州にある浙江大学に留学することになった。
大金持ちである事が周りにバレると危険だと、姉によって勝手に名前を変えられたため、彼は「貧乏人の林達浪」として大学生活を送ることになる。
彼が空港でチェックインを待っているときに、後ろの席から詩を朗読する心地よいきれいな声が聞こえてきた。
声の主が気になり顔を見ようとするが見る事が出来ず、心に深い印象を残す。
実は、声の主は彼と同じクラス 同じ高雄出身の女生徒で、不良で皆から恐れられている陳宝茱だった。
林達浪(＝薛海)は、杭州に到着したのち編入手続きに向かったキャンパスで、浙江大学三美女の№1、莫莉(呉亞馨)と出会う。
新学期が始まった後、美人で性格も良い莫莉に憧れの気持ちを持ちつつも、寂しげな陳宝茱が気にかかる。
陳宝茱も、自分を心配してくれるピュアな林達浪だけは特別だと感じていた。
やがて二人は付き合うようになるが、卒業式を目前にして林達浪と陳宝茱の間に予想もできないトラブルが起き、互いの消息がつかめなくなってしまう。

それから3年後…
陳宝茱はずっと林達浪を探し続けていた。彼女は高校の先輩の何言風(李威)の紹介でラジオ放送局の人気番組「甜心時間」でDJをしていた。
陳宝茱に捨てられたと思い込み深く傷ついていた薛海(＝林達浪)は、二度と本気の恋はしないと誓い、髪型を変えて「軽薄で華麗なプレイボーイ」になっていた。
ある時ラジオ放送「甜心時間」の声を聞いた彼は、すぐに陳宝茱を探しあて、彼女が所属するラジオ放送局をまるごと買い取ってオーナー社長になる。
2人はそこで再びめぐり会うが、薛海は陳宝茱に、自分は林達浪ではないと嘘をつく。
自分をふった陳宝茱のことをまだ憎んでいる薛海は、このまま過去を隠して彼女をモノにし、自分から彼女をふる事で仕返しをしようとする。
復讐のために陳宝茱を追いかけながらも、何言風と親密な彼女を見るたびに嫉妬心を燃やす薛海。
一方、金に物を言わせる性格の薛海がどうしても好きになれない陳宝茱。しかし彼女は、愛した林達浪の記憶と目の前にいる薛海とをつい無意識のうちに重ね合わせてしまうのだった。

## ソフトウェア

### DVD
発売元：コミックリズ

販売元：ポニーキャニオン
- 「僕のSweet Devil ノーカット版 DVD-BOX I」（2012年8月15日）
- 「僕のSweet Devil ノーカット版 DVD-BOX II」（2012年9月19日）

## 日本国内放送局
| 放送地域       | 放送局                 | 放送期間                       | 放送日時                     | 放送系列       | 備考     |
| -------------- | ---------------------- | ------------------------------ | ---------------------------- | -------------- | -------- |
| 日本全域       | ホームドラマチャンネル | 2012年2月29日 - 8月8日         | 毎週水曜 25時15分 - 26時15分 | CS放送         |          |
| 中京広域圏     | 名古屋テレビ           | 2012年9月5日 - 2013年2月6日    | 毎週水曜 25時59分 - 26時54分 | テレビ朝日系列 | 全20話版 |
| 山形県         | テレビユー山形         | 2012年9月27日 - 2013年2月中？  | 毎週木曜 25時15分 -          | TBS系列        | 全20話版 |
| 香川県・岡山県 | 西日本放送             | 2012年11月2日 - 2013年3月15日  | 毎週金曜 25時53分 - 26時48分 | 日本テレビ系列 | 全20話版 |
| 沖縄県         | 琉球放送               | 2012年11月3日 - 2013年3月16日  | 毎週土曜 25時43分 -          | TBS系列        | 全20話版 |
| 岩手県         | IBC岩手放送            | 2013年1月4日 - 5月24日         | 毎週金曜 25時35分 -          | TBS系列        | 全20話版 |
| 神奈川県       | テレビ神奈川           | 2013年1月7日 - 5月20日         | 毎週月曜 20時00分 - 20時55分 | JAITS          | 全20話版 |
| 長野県         | 長野放送               | 2013年4月6日 - 9月14日         | 毎週土曜 25時35分 - 26時30分 | フジテレビ系列 | 全20話版 |
| 京都府         | KBS京都                | 2013年5月8日 - 9月18日         | 毎週水曜 23時00分 - 23時55分 | JAITS          | 全20話版 |
| 愛媛県         | 南海放送               | 2013年10月3日 -                | 毎週木曜 25時45分 - 26時40分 | 日本テレビ系列 | 全20話版 |
| 埼玉県         | テレビ埼玉             | 2013年11月11日 - 2014年3月24日 | 毎週月曜 10時30分 - 11時25分 | JAITS          | 全20話版 |
| 千葉県         | 千葉テレビ放送         | 2015年2月12日 -                | 毎週木曜 20時00分 - 20時55分 | JAITS          | 全20話版 |